# Chiesa cattolica in Irlanda
La Chiesa cattolica in Irlanda è parte della Chiesa cattolica, sotto la guida spirituale del papa, presente nell'isola di Irlanda, sia nella repubblica d'Irlanda sia nell'Irlanda del Nord.

## Storia

### L'evangelizzazione e la Chiesa celtica

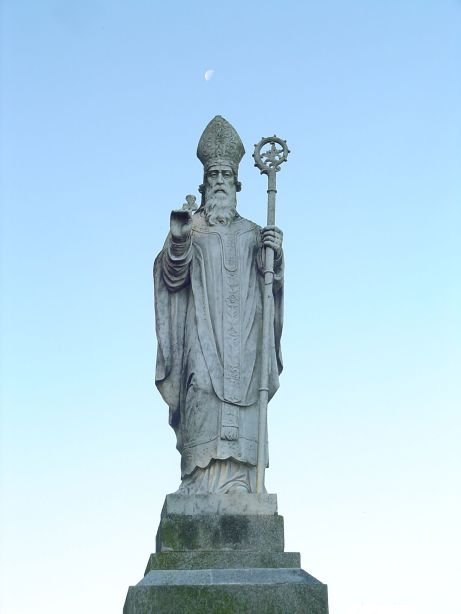
Statua di san Patrizio a Tara.

La fede cristiana fu predicata in Irlanda inizialmente da San Palladio e successivamente da san Patrizio. Il soggiorno di Palladio in Irlanda fu molto breve, appena un anno, ma durante questo periodo riuscì a stabilire tre comunità cristiane, Teach-Renan (Tigroney), e Donard nella contea Wicklow, e Ceille-Finne nella contea di Kildare. Quando la notizia della morte di Palladio giunse a Roma nel 431, Patrizio fu scelto per la missione irlandese e consacrato vescovo. Viene considerato l'Apostolo dell'Irlanda, e si stabilì nella parte settentrionale dell'isola. Gli arcivescovi di Armagh ne sono considerati gli eredi. Non appena ottenne il permesso di Leoghaire, re d'Irlanda, di predicare il Vangelo, visitò tutta l'isola e convertì la popolazione.
In Irlanda si sviluppò un'organizzazione ecclesiastica unica nel suo genere, che avrà paragoni solo con le contemporanee chiese di Scozia e del Galles. Essa fu generata dalla divisione della popolazione in diverse tribù o clan, ognuna gelosa della propria identità e sovente in lotta con le altre; e dall'assenza di importanti centri abitati, che sul continente furono all'origine, per esempio, delle sedi metropolitane. A partire dalla metà del VI secolo sorsero nell'isola importanti monasteri, che pian piano assorbirono o sostituirono le molte diocesi esistenti, legate ai clan ed originate dalla predicazione di san Patrizio (morto nel 492). Si sviluppò così un'organizzazione ecclesiastica non basata sulle diocesi, come sul continente, ma sui monasteri.
Queste le peculiarità principali. Ogni tribù o clan aveva il proprio monastero a cui fu assegnata come dotazione una parte delle terre della tribù; spesso i monasteri vennero fondati dai capi stessi delle tribù. Non vi era poi una chiara definizione territoriale della diocesi monastica; ad essa infatti appartenevano il monastero principale, eventuali monasteri affiliati, e le popolazioni che attorno a questi monasteri vivevano; ciò implicava una suddivisione sul territorio delle diocesi monastiche a macchie di leopardo. A capo di questo distretto monastico vi era l'abate, il quale, in virtù della separazione del potere d'ordine dal potere di giurisdizione, non necessariamente era vescovo. A lui spettava il compito di governare i monaci ed i laici affidatigli (potere di giurisdizione), e nel caso non fosse vescovo era affiancato da un monaco, a lui subordinato, che veniva consacrato vescovo per le necessità, soprattutto per le ordinazioni sacerdotali (potere d'ordine).
Un periodo di crisi si ebbe con la conquista danese dell'815: i Danesi erano infatti pagani e non risparmiarono i monasteri da saccheggi e incendi. Il primo re danese a convertirsi al Cristianesimo fu Stiric, battezzato in Inghilterra nel primo terzo del X secolo. Tuttavia, in breve tempo il re fece ritorno al paganesimo. Nel 943 si convertì definitivamente suo figlio Olaf. Il potere danese cessò con la vittoria di re Brian Boru nel 1014.

### La riorganizzazione del XII secolo
A partire dal IX-X secolo il sistema monastico entrò in profonda crisi, soprattutto perché le famiglie, che erano all'origine dei monasteri, finirono per acquisire un diritto, quello di nomina degli abati, carica che sempre più spesso finiva nelle mani dei laici, che dunque non solo non erano vescovi, ma nemmeno avevano emesso i voti religiosi. Così nel XII secolo la Chiesa irlandese fu profondamente riformata. Fu sant'Anselmo d'Aosta che insistette con Gilbert, vescovo di Limerick, perché fosse abbandonato il sistema monastico e si istituisse il sistema continentale basato sulle diocesi e sulle metropolie. Nel 1111 si tenne il sinodo di Rathbreasail, che stabilì ventiquattro diocesi più quella di Dublino, che già da un secolo non era una fondazione monastica, mentre la città era rimasta soggetta ai Danesi. San Malachia vescovo di Connor nel 1127 si recò a Roma da papa Innocenzo II, chiedendogli di elevare Armagh e Cashel a sedi metropolitane. Fu papa Eugenio III che nel 1151 diede mandato al cardinal Paparo di stabilire in Irlanda quattro sedi metropolitane. L'anno successivo il sinodo di Kells approvò la riorganizzazione territoriale e stabilì le circoscrizioni ecclesiastiche che in larga parte si sono mantenute fino ad oggi. In questo modo terminò l'antica dipendenza dall'arcidiocesi di Canterbury.

### La Riforma protestante
Un grave periodo per il Cattolicesimo irlandese fu quello seguito alla Riforma protestante varata da Enrico VIII d'Inghilterra fra il 1533 e il 1538, che impose una gerarchia legata alla Comunione anglicana, spogliò la Chiesa cattolica dei suoi beni e delle sue chiese e perseguitò i cattolici. In questo periodo molti vescovi furono martirizzati e altri dovettero fuggire in esilio. Le sedi vescovili restarono a lungo vacanti sia nel XVI secolo, sia in quello successivo, mentre le leggi penali (penal laws) imponevano una dura repressione del Cattolicesimo, che tuttavia continuò a sopravvivere clandestinamente. Nel 1705 in Irlanda era rimasto un solo vescovo, Patrick O'Donnelly vescovo di Dromore, rinchiuso nella prigione di Newgate, a Dublino. Dalla sua cella risorse la gerarchia cattolica: ivi consacrò nel 1707 mons. O'Rourke, vescovo di Killala, e successivamente consacrò Edmund Byrne, arcivescovo di Dublino.

### L'emancipazione dei cattolici
Nella seconda metà del XVIII secolo e più compiutamente nel XIX secolo le leggi penali furono gradualmente abolite e la persecuzione si tramutò in discriminazione e pian piano cessò, fino alla Legge di Emancipazione (Act of Emancipation, propriamente Roman Catholic Relief Act 1829) del 1829.
Questo processo di emancipazione dei cattolici favorì una rapida rifioritura del Cattolicesimo e, sebbene i protestanti continuino a possedere le antiche cattedrali, i cattolici furono presto maggioranza nelle città da cui erano stati banditi. Nel XIX secolo furono costruite in tutte le diocesi decine di nuove chiese e anche nuove cattedrali in sostituzione di quelle di cui si erano impossessati i protestanti. Alcune volte le cattedrali furono costruite in località diverse da quelle originarie, anche per tener conto dell'ascesa di nuove città e dell'abbandono di vecchi borghi. Ciò spiega perché numerose diocesi irlandesi, pur conservando il titolo antico, hanno sede in una località diversa. Nel 1875 fu celebrato il sinodo nazionale di Maynooth, presieduto da Paul Cullen, il primo cardinale irlandese.

## Organizzazione ecclesiastica
Le circoscrizioni ecclesiastiche della Chiesa cattolica in Irlanda furono stabilite al sinodo di Rathbreasail nel 1111 e modificate al sinodo di Kells nel 1152. Il paese è da allora suddiviso in quattro province ecclesiastiche, con a capo un arcivescovo. L'unica modifica al sistema è avvenuta nel 1831 con l'erezione della diocesi di Galway a seguito dell'abolizione della "Wardenship of Galway" e con l'unione di alcune diocesi (quelle che attualmente hanno i nomi di due o più città).
L'estensione delle diocesi non tiene conto dei confini tra Repubblica d'Irlanda e Irlanda del Nord: l'isola d'Irlanda è considerata nella sua totalità. Solo le diocesi di Down e Connor e di Dromore sono interamente in Irlanda del Nord, mentre l'arcidiocesi di Armagh e le diocesi di Clogher, di Derry e di Kilmore si estendono in entrambi gli stati.

### Elenco delle diocesi

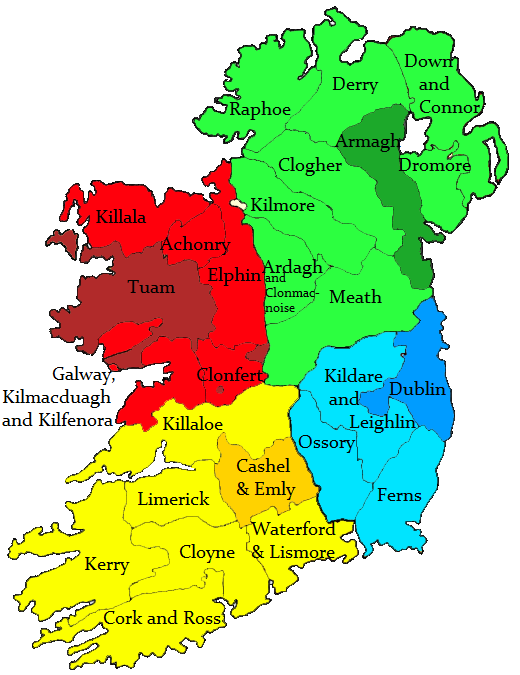
Le diocesi irlandesi nelle loro quattro province ecclesiastiche: Armagh in verde, Cashel e Emly in giallo, Dublino in azzurro e Tuam in rosso. Le sedi metropolitane sono più scure rispetto alle loro suffraganee

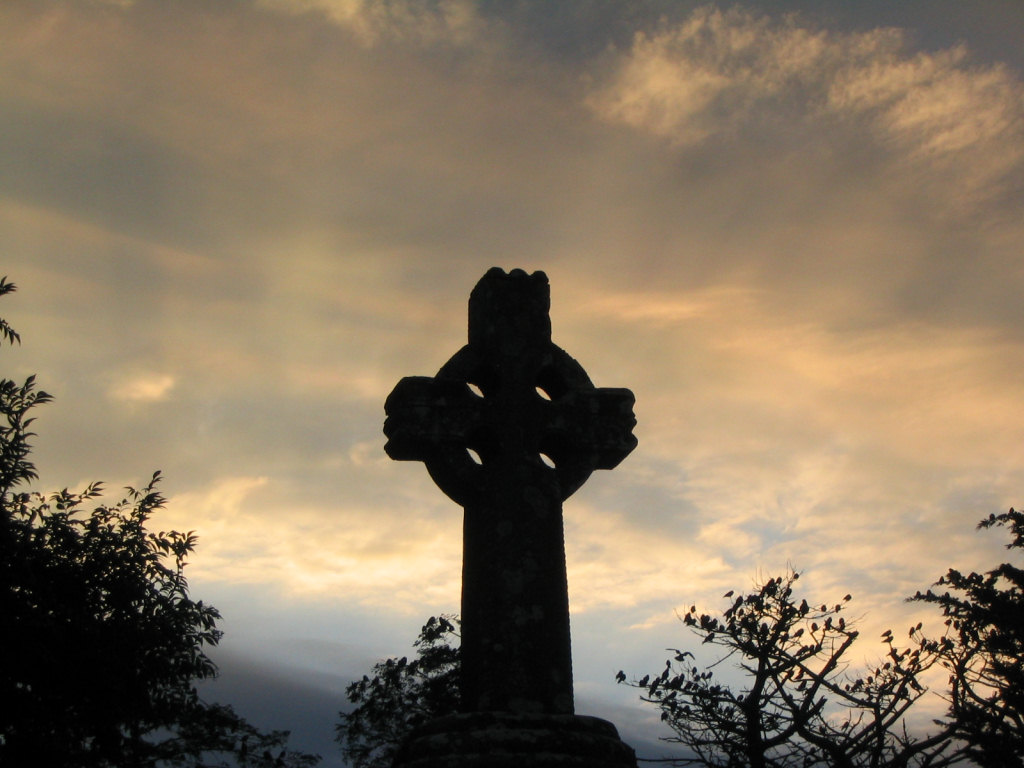

Arcidiocesi di Armagh
- Diocesi di Ardagh
- Diocesi di Clogher
- Diocesi di Derry
- Diocesi di Down e Connor
- Diocesi di Dromore
- Diocesi di Kilmore
- Diocesi di Meath
- Diocesi di Raphoe

Arcidiocesi di Cashel e Emly
- Diocesi di Cloyne
- Diocesi di Cork e Ross
- Diocesi di Kerry
- Diocesi di Killaloe
- Diocesi di Limerick
- Diocesi di Waterford e Lismore

Arcidiocesi di Dublino
- Diocesi di Ferns
- Diocesi di Kildare e Leighlin
- Diocesi di Ossory

Arcidiocesi di Tuam
- Diocesi di Achonry
- Diocesi di Clonfert
- Diocesi di Elphin
- Diocesi di Galway e Kilmacduagh
- Diocesi di Killala

## Nunziatura apostolica
La nunziatura apostolica di Dublino è stata eretta il 27 novembre 1929 con il breve apostolico De Romanorum Pontificum di papa Pio XI.

### Nunzi apostolici
- Paschal Charles Robinson, O.F.M. † (27 novembre 1929 - 27 agosto 1948 deceduto)
- Ettore Felici † (2 settembre 1949 - 9 maggio 1951 deceduto)
- Gerald Patrick Aloysius O'Hara † (27 novembre 1951 - 8 giugno 1954 nominato delegato apostolico in Gran Bretagna)
- Albert Levame † (16 giugno 1954 - 5 dicembre 1958 deceduto)
- Antonio Riberi † (19 febbraio 1959 - 28 aprile 1962 nominato nunzio apostolico in Spagna)
- Giuseppe Maria Sensi † (10 maggio 1962 - 8 luglio 1967 nominato nunzio apostolico in Portogallo)
- Joseph Francis McGeough † (8 luglio 1967 - marzo 1969 dimesso)
- Gaetano Alibrandi † (19 aprile 1969 - 14 gennaio 1989 ritirato)
- Emanuele Gerada † (4 febbraio 1989 - 17 ottobre 1995 ritirato)
- Luciano Storero † (15 novembre 1995 - 1º ottobre 2000 deceduto)
- Giuseppe Lazzarotto † (11 novembre 2000 - 22 dicembre 2007 nominato nunzio apostolico in Australia)
- Giuseppe Leanza (22 febbraio 2008 - 15 settembre 2011 nominato nunzio apostolico nella Repubblica Ceca)
- Charles John Brown (26 novembre 2011 - 9 marzo 2017 nominato nunzio apostolico in Albania)
- Jude Thaddeus Okolo (13 maggio 2017 - 1º maggio 2022 nominato nunzio apostolico nella Repubblica Ceca)
- Luis Mariano Montemayor, dal 25 febbraio 2023

## Conferenza episcopale
La Conferenza dei vescovi cattolici irlandesi comprende i vescovi di tutta l'isola d'Irlanda, sia della Repubblica d'Irlanda sia dell'Irlanda del Nord.

### Elenco dei presidenti della Conferenza episcopale
- Cardinale John Francis D'Alton (1958 - 1º febbraio 1963)
- Cardinale William John Conway (9 settembre 1963 - 17 aprile 1977)
- Cardinale Tomás Ó Fiaich (18 agosto 1977 - 8 maggio 1990)
- Cardinale Cahal Brendan Daly (6 novembre 1990 - 1º ottobre 1996)
- Cardinale Seán Baptist Brady (1º ottobre 1996 - 8 settembre 2014)
- Arcivescovo Eamon Martin, dall'8 settembre 2014

### Elenco dei vicepresidenti della Conferenza episcopale
- Arcivescovo Diarmuid Martin (16 giugno 2014 - 29 dicembre 2020)
- Arcivescovo Dermot Pius Farrell, dal 29 dicembre 2020

### Elenco dei segretari generali della Conferenza episcopale
- Arcivescovo Kieran O'Reilly, S.M.A.